# منتخب ترينيداد وتوباغو لهوكي الحقل للسيدات
منتخب ترينيداد وتوباغو لهوكي الحقل للسيدات (بالإنجليزية: Trinidad and Tobago women's national field hockey team)‏ هو ممثل ترينيداد وتوباغو الرسمي في المنافسات الدولية في هوكي الحقل للسيدات
.